# Израел на Зимским олимпијским играма 2010.
Изрелу је ово било пето учешће на Зимским олимпијским играма. На Олимпијским играма 2010., у Ванкуверу, Британска Колумбија у Канади учествовали су са 3 учесника (2 мушкараца и 1 жена), који су се такмичили у два спорта. На свечаном отварању заставу Израела носила је такмичарка у уметничком клизању Alexandra Zaretsky.

## Учесници по спортовима
| Спорт             | Мушкарци | Жене | Укупно |
| ----------------- | -------- | ---- | ------ |
| Алпско скијање    | 1        | 0    | 1      |
| Уметничко клизање | 1        | 1    | 2      |
| Укупно(2)         | 2        | 1    | 3      |

## Алпско скијање
| Такмичар         | Дисциплина | Резултати    | Резултати    | Резултати | Резултати | Резултати     |
| Такмичар         | Дисциплина | 1. трка      | 2. трка      | Укупно    | Заостатак | Пласман/учес  |
| ---------------- | ---------- | ------------ | ------------ | --------- | --------- | ------------- |
| Mykhaylo Renzhyn | Слалом     | 52,84 (39)   | 56,07 (34)   | 1:48,91   | 9,59      | 35 / 48 (102) |
| Mykhaylo Renzhyn | Велеслалом | 1:25,77 (62) | 1:28,04 (54) | 2:53,81   | 15,98     | 55 / 81 (103) |

## Уметничко клизање
| Клизач/ица                          | Дисциплина    | Обавезни састав | Обавезни састав | Кратки програм | Кратки програм | Слободни састав | Слободни састав | Укупно | Укупно       |
| Клизач/ица                          | Дисциплина    | Оцене           | Пласман         | Оцене          | Пласман        | Оцене           | Пласман         | Оцене  | Пласман      |
| ----------------------------------- | ------------- | --------------- | --------------- | -------------- | -------------- | --------------- | --------------- | ------ | ------------ |
| Alexandra Zaretsky / Roman Zaretsky | Плесни парови | 34,38           | 10              | 55,24          | 10             | 90,64           | 10              | 180,26 | 10 / 23 (23) |